# Modfunk
Modfunk – polski duet muzyczny, pochodzący z Warszawy, tworzący muzykę elektroniczną na pograniczu gatunku house i electro. Duet tworzą Piotr Jarecki (występujący pod ps. PiMO) i Martin Tigermaan (pseudonimy artystyczne: Autor X, Muslee, J.Tiger).

## Zespół
Charakterystyczną cechą muzyków jest przedstawianie w mediach swojego wizerunku za pomocą grafik i rysunków. Głównymi twórcami digitalartowych postaci wykorzystanych do promocji płyty „Superfuzja” byli polscy artyści: Bartek Macias oraz Karol Zakrzewski. Wizerunek i szkice do drugiej płyty "Emofunk” przygotował szwajcarski artysta i ilustrator Philipp Dornbierer znany jako Yehteh. Spod jego ręki wyszedł też obraz filmowy stworzony w grafice 2D promujący utwór Showtime. Kariera zespołu zaczęła się od utworu Taxi Boy, który był mocno promowany przez Pawła Sito i Wojtka Szymochę w warszawskiej Radiostacji. Pierwsze produkcje duetu pojawiały się na promocyjnych płytach, wkładkach do magazynu Machina oraz miesięcznika Internet oraz na albumach promocyjnych z akcji Pepsifaza.
Duet jest znany także z realizacji remiksów dla innych artystów. Wyprodukował m.in. remiks dla francuskiej gwiazdy z nurtu french touch o pseudonimie Demon, amerykańskiej grupy Love Meets Lust oraz dwóch polskich wokalistek: Reni Jusis i Moniki Brodki. Natomiast na albumie „Emofunk” pojawiła się gwiazda muzyki french house, Philippe Zdar z duetu Cassius. Sam album promowany był limitowaną serią T-shirtów. Akcję opisywał na str. 38 międzynarodowy, drukowany miesięcznik DJ Mag, tj. jego marcowe wydanie promujące Miami Conference w 2009 roku.

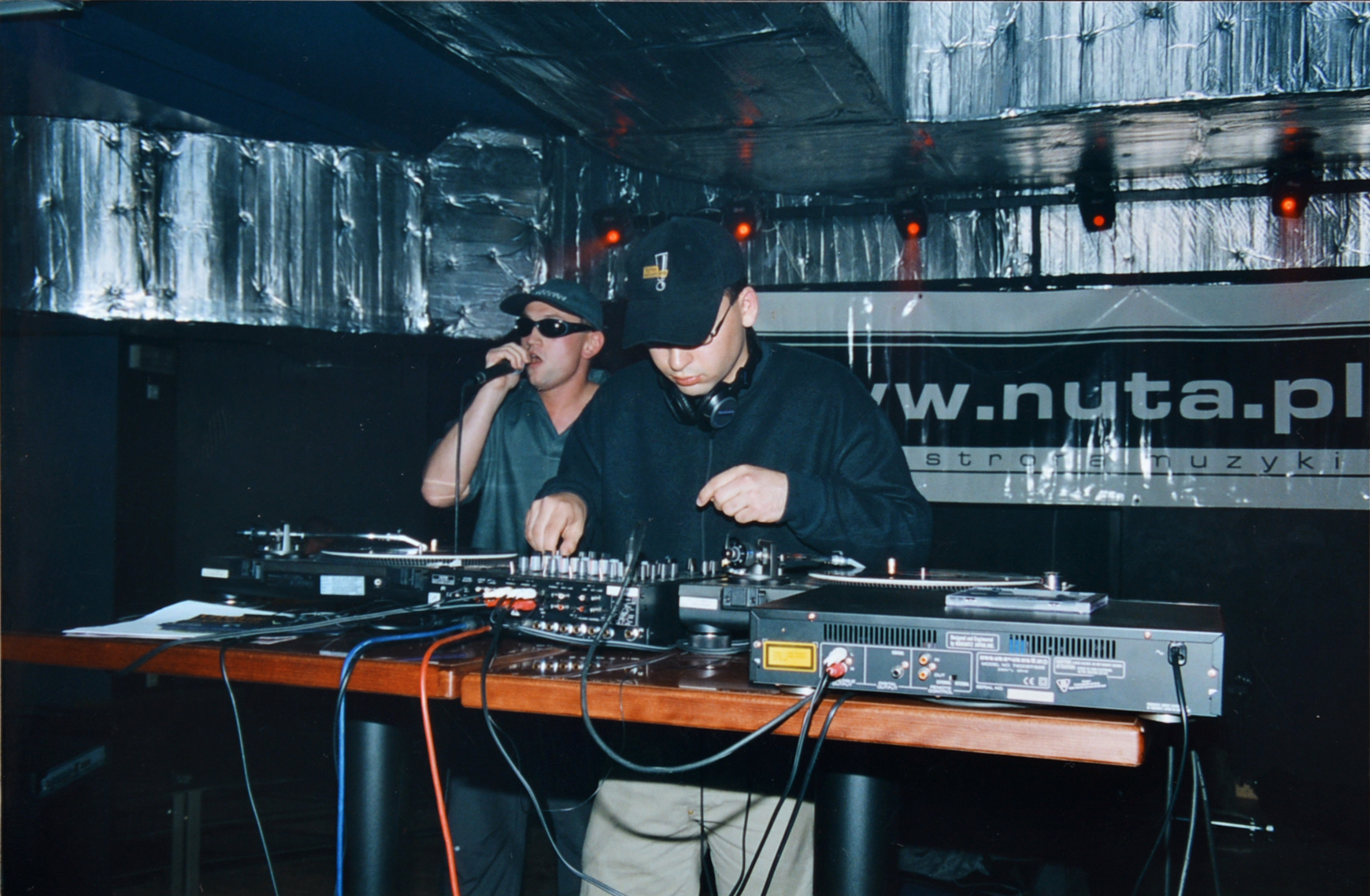
Modfunk w klubie Hybrydy, Warszawa 2000

Modfunk oprócz częstych występów m.in. w takich klubach jak Muza, Piekarnia, Organza, Lokomotywa, Hybrydy, Utopia, Ampstrong, Prozak, pojawiał się także na najważniejszych festiwalach muzycznych w kraju. 29 maja w 2003 roku Modfunk zagrał na 40 Festiwalu Polskiej Piosenki w Opolu w pierwszej jego odsłonie gdzie królował hip hop i muzyka klubowa. W 2004 roku duet zaprezentował DJ set z winyli na letnim festiwalu w Dębkach. W 2009 roku wystąpił na Open’er Festival w Gdyni w namiocie Red Tent. Ich set zaczął się zraz po występie Crystal Castles, który odbył się w namiocie sąsiadującym z Tent Stage. W tym samym roku PiMO i Tigermaan wystąpili także na Selector Festival w Krakowie. 25 września 2009 grupa zaprezentowała live act na Słowacji (Koszyce) na tamtejszym Moonride Festival. Dzięki akcji marketingowej pod nazwą Pepsi Faza, Modfunk jeszcze przed nagraniem pierwszej płyty zagrał na jednym z największych festiwali muzycznych w Europie, Pepsi Sziget, który odbył się w Budapeszcie w 2001 na wyspie Óbudai-sziget. Na scenie razem z muzykami wystąpiła polska wokalistka Asia Chacińska znana z zespołu Bisquit. Materiał z występu i wywiady transmitowała stacja VIVA Polska. Pomiędzy wydarzeniami muzycznymi, pojawiały się też inne działania kulturalne w jakich muzycy brali udział. Do jednego z nich zostali zaproszeni przez DJ-kę radiową i fotograf Olę Kaczkowską, która wykonała im serię zdjęć i w wielkim formacie zaprezentowała je na wystawie w warszawskim klubie Muza. Ten artystyczny projekt promowany był pod nazwą „Modfunk w czarno-bieli”.

## Inspiracje

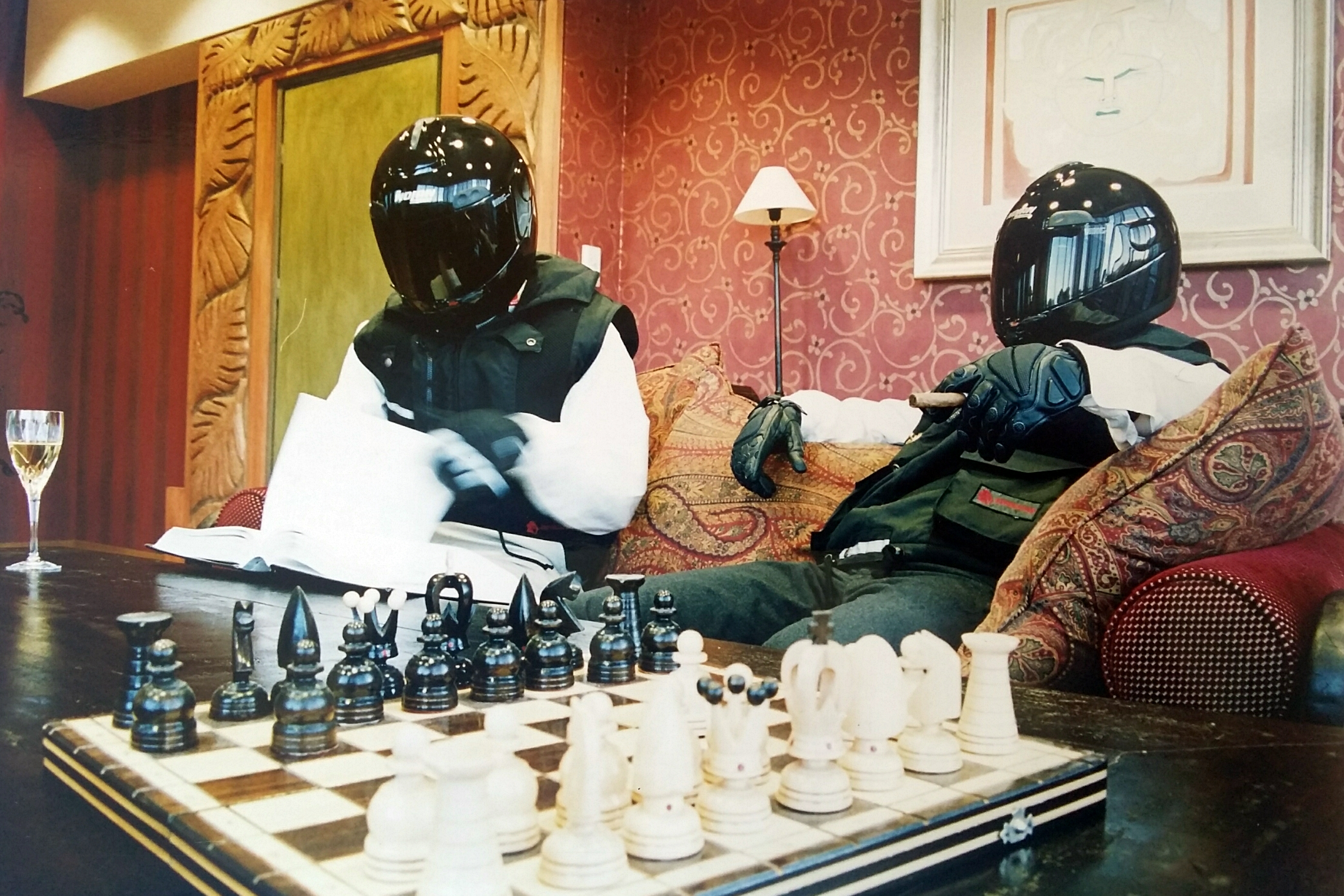
Modfunk w budynku GPW, Warszawa 2001

Modfunk nie ukrywa, że czerpał swoje inspiracje ze francuskiej sceny french touch. Często jednak zarzucano grupie, że jest kopią duetu Daft Punk. Wpływ na to miał wydany w 2002 roku debiutancki album Superfuzja, którego grafika, okładka oraz teledysk w animacji 3D przedstawiał dwie postacie: jedną ubraną w czerwony, a drugą w niebieski skafander oraz kaski. Miał być to być PiMO i Tigermaan wykreowany na wzór kierowców biorących udział w wyścigach samochodowych. Porównania medialne wzięły się stąd, iż ww. francuska grupa wydała w 2001 roku album Discovery, na którym przedstawiła swój nowy wizerunek w postaci robotów ubranych w multimedialne kaski. Korelacja Modfunk i Daft Punk była dość widoczna. Redaktorzy muzyczni jednak odkryli, że wizerunek z sesji zdjęciowych warszawskiego duetu powstał nieco wcześniej niż wydana została płyta francuskich artystów. Oba zespoły również nie pokazywały swoich twarzy w mediach co było kolejnym świadectwem inspiracji wizerunkowych. W jednym z wywiadów udzielonych w Budapeszcie dla muzycznej stacji VIVA Polska Piotr i Martin odwrócili się plecami do kamery. Ostatecznie media pochlebnie wypowiadały się na temat artystycznych dokonań chwaląc dojrzałość produkcji muzycznych. Po sześciu latach od wydania płyty Superfuzja, zespół zerwał z wizerunkiem kolorowych postaci w kaskach, kreując swój nowy image do albumu Emofunk na wzór zespołu punk rockowego w stylu emo.

## Sklep z płytami winylowymi 2003-2006

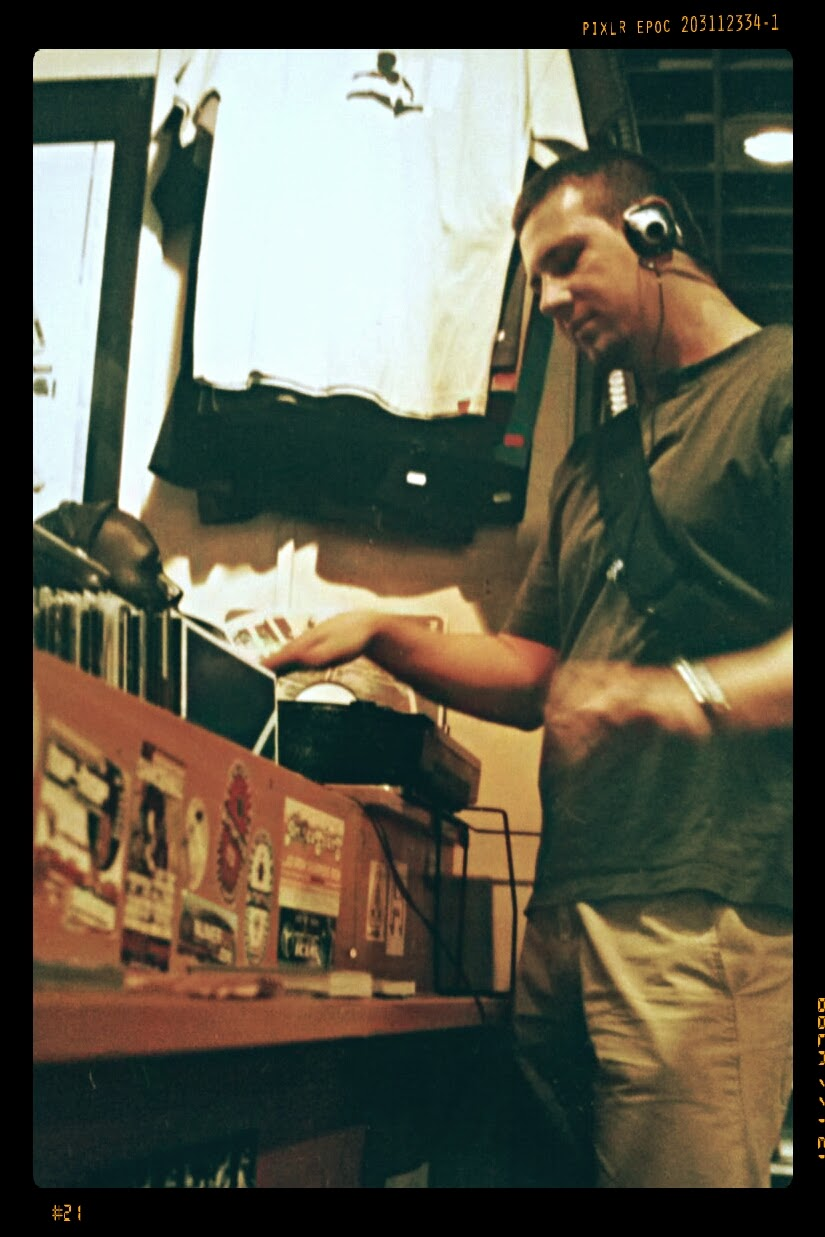
Dj Platoon w sklepie z płytami, Warszawa (2004)

W 2003 roku Wojciech Wojewódzki, który był projekt managerem duetu i wydawcą pierwszej płyty Superfuzja wpadł na pomysł DJ sklepu w Warszawie. Założył go w salonie Empik na nieistniejącej już antresoli przy ulicy Marszałkowskiej. Do prowadzenia sklepu zaprosił zespół Modfunk i tak zaczęła się przygoda z kultowym sklepem, który później został przekazany im w całości. Sklep, który przyjął nazwę DJMODSHOP – od nazwy zespołu Modfunk – sprowadzał najnowsze wydania płyt z całego świata i można było w nim nabyć najważniejsze gatunki muzyki popularnej i klubowej takie jak: techno, dance, house, drum and bass, hip-hop czy pop. W sklepie zaopatrywali się znani polscy DJ-e i muzycy tacy jak: Platoon, zespół Sistars, Smolik, Mafia Mike, Dj Tennessee, DJ Adamus. W pewnym momencie zapotrzebowanie było tak duże, że na pewien czas powstała filia sklepu w podziemiach pod rondem Dmowskiego. W sklepie oprócz płyt można było nabyć torby na płyty i zamówić sprzęt DJ-ski. Duet też testował na klientach i sprzedawał swoje pierwsze white labele Modfunk oraz wydania singli wypuszczonych na Wyspach Brytyjskich w wytwórni Machine Gun Ibiza. Pracowali też tam młodzi adepci aspirujący do roli DJ-a, którzy zdobywali w sklepie niezbędny warsztat muzyczny. Niestety z powodu planów rozbudowy sklepu Empik i likwidacji schodów wraz z antresolą, sklep DJ-ski został zlikwidowany.

## Wpływy w popkulturze
Muzyka zespołu Modfunk miała oddźwięk medialny za pomocą nie tylko animowanych teledysków, które jak na polski rynek były nowością, ale także dzięki zgodzie muzyków na udostępnianie utworów w polskich filmach wyświetlanych na dużym ekranie i telewizji. W 2002 roku po wydaniu płyty Superfuzja, zespół udzielił licencji do ogólnopolskich kampanii reklamowych. Reklamy ze specjalnie przygotowaną muzyką pojawiały się w stacjach radiowych i telewizyjnych. Jedną z reklam, której charakterystyczny motyw muzyczny stworzony przez duet przewijał się przez cały rok trwającej kampanii, była zrealizowana dla firmy Plus i jej marki Simplus. Muzykę wykorzystano m.in. w filmach reklamowych Simplus promujących tzw. usługi prepaid, gdzie użyto wizerunku bohatera kreskówki La Linea autorstwa Osvaldo Cavandoli. Przykładem są kampanie Simplus Team: „Twoja Paczka”, „Myjnia” czy „Zośka”. W 2010 roku utwór We Got Game został użyty jako podkład muzyczny w jednym z filmów profesjonalnego BMX-owca o nazwisku Terry Adams w jego NorCal College Campus Tour. Muzyka Modfunk została wykorzystana m.in. w kampanii reklamowej, prowadzonej na kanale Youtube, międzynarodowej marki Adidas Neo – utwór z płyty Land Grab pt. Timeshifter pojawił się w tle zapowiedzi Seleny Gomez promującej nowy produkt. W 2012 roku z dokonań muzycznych grupy skorzystały portugalskie media mające swe kanały na YouTube, które promowały takie wydarzenia jak zawody surfingowe Rip Curl Pro. Tutaj wykorzystano utwór Rack Bhayo Ni Ho Bro z albumu Emofunk. Z muzyki z tego samego albumu skorzystała do promocji swej szkoły tańca nowoczesnego montrealska TANGENTE – DANSE. Do filmu promującego wykorzystano utwór Texmex. Dwa lata po zawieszeniu działalności grupy, piosenką Cut Your Soul zainteresowali się studenci z amerykańskiego uniwersytetu Wisconsin–Stout, którzy stworzyli do niej teledysk jako zbiorową pracę studencką. Klip filmowy został opublikowany na portalu Vimeo.

## Dyskografia

### Albumy studyjne
- 2002: Superfuzja
- 2008: Emofunk
- 2012: Land Grab

### Reedycje
- 2018: Superfuzja – Remastered Deluxe
- 2018: Emofunk – Deluxe Edition
- 2018: Land Grab – Masterwork Deluxe

### Albumy z remixami
- 2007: Love & Hate The Remixes
- 2008: Showtime Remixes
- 2008: We Got Game Remixes
- 2015: Remixed & Reinterpreted

### EP-ki
- 2005: Love & Hate EP
- 2013: Superclassics
- 2014: Superclassics II

### Single
- 1999: Taxi Boy
- 2000: Funksalad
- 2001: Smile
- 2002: Souler
- 2002: Okęcie feat. Nuno Anna (ang. Fly Away)
- 2005: Love & Hate Ep
- 2007: We Got Game
- 2008: Showtime feat. Philipp Zdar
- 2008: Rack Bhayo Ni Ho Bro feat. John Webb
- 2008: Cut your soul

### Kompilacje muzyczne
- 1999: Różni Artyści – Pepsifaza 2 (CD Insert)
- 2000: Różni Artyści – Niech Cię Usłyszą (CD Insert)
- 2001: Różni Artyści – Strefa Wirtualnej Polski (CD Insert)
- 2002: Różni Artyści – Nakręceni, czyli szołbiznes po polsku (CD Soundtrack)
- 2003: Różni Artyści – Pepsifaza 3 (CD Insert)
- 2006: Różni Artyści – Vinyl Deser (CD House Of Colors)
- 2009: The Establishment (CD Promo)
- 2018: The Best Of (Digital)
- 2018: Out of Print (Digital)
- 2023: A Journey Through Sound (Vinyl 12")

## Teledyski
| Tytuł                          | Rok produkcji | Animacja – Produkcja                            | Album                          | Wyróżnienia, listy       | Źródło |
| ------------------------------ | ------------- | ----------------------------------------------- | ------------------------------ | ------------------------ | ------ |
| „Promo”                        | 2002          | Grzegorz Nowiński & Monsieur Zupik              | Superfuzja                     | –                        | [ 40 ] |
| „Souler”                       | 2002          | Karol Zakrzewski / Bartek Macias                | Superfuzja                     | MTV TOP 20               | [ 41 ] |
| „We Got Game”                  | 2007          | Karol Zakrzewski                                | We Got Game                    | XVIII Yach Film Festiwal | [ 42 ] |
| „Showtime feat. Philippe Zdar” | 2009          | Philipp Dornbierer                              | Emofunk                        | –                        | [ 43 ] |
| „Cut Your Soul”                | 2012          | praca zbiorowa studentów Uniwersytetu Wisconsin | Emofunk                        | –                        | [ 44 ] |
| „Funk Fu”                      | 2018          | Justin Kauffman                                 | Superfuzja (Remastered Deluxe) | –                        | [ 45 ] |
| „Smile”                        | 2019          | Dani Millán                                     | The Best Of                    | –                        | [ 46 ] |

## Nagrody, wyróżnienia i nominacje
| Rok  | Kategoria | Nominacja      | Utwór       | Produkcja        | Studio              | Źródło |
| ---- | --------- | -------------- | ----------- | ---------------- | ------------------- | ------ |
| 2009 | Animacja  | Yach Film 2009 | We Got Game | Karol Zakrzewski | Lunapark, Televisor | [ 47 ] |

## Ścieżka dźwiękowa (Soundtrack)
- 2002: Wtorek
- 2002: Jak to się robi z dziewczynami
- 2003: Nakręceni, czyli szołbiznes po polsku
- 2007: Samo życie
- 2008: Determinator (odc.1)
- 2016: After The Raves (odc. Paris - The French Touch)[48][49]
- 2024: Cały Ten Rap - Netflix (odc.1)